# Déols
Déols is een gemeente in het Franse departement Indre (regio Centre-Val de Loire). De gemeente telde 7.618 inwoners op 1 januari 2022. De plaats maakt deel uit van het arrondissement Châteauroux en is een voorstad van Châteauroux.
Het complex van het Centre National de Tir Sportif ligt in de gemeente.

## Geschiedenis
Al in de Gallo-Romeinse periode bestond er een vicus in Déols, met onder meer een fanum (tempel). Déols werd al in de 4e eeuw gekerstend. De relieken van de heiligen Léocade en Ludre werden bewaard in Déols. De vicus ontwikkelde zich tijdens de middeleeuwen tot een heerlijkheid. 
De benedictijner Notre-Dameabdij van Déols werd gesticht in 917 door Ebbes van Déols op een halve mijl ten noorden van Châteauroux. Het was een van de rijkste abdijen van Aquitanië. De tweede abdijkerk, gebouwd rond 1150, was 113 meter lang en 29 meter breed en had zeven torens. En de abdij bestuurde meer dan 150 priorijen of kerken, verdeeld over zeven bisdommen. In 1568 tijdens de Hugenotenoorlogen werd de abdij geplunderd en in brand gestoken. Er volgde geen herstel: er restten in de 17e eeuw maar een twaalftal monniken waar dat in de hoogdagen tussen de 12e en de 14e eeuw rond de 200 waren. De abdij werd geseculariseerd in 1622 en de abdijgebouwen werden afgebroken als bouwmateriaal. De weg Châteauroux - Issoudun werd door het domein van de abdij getrokken. Enkel een 12e-eeuwse romaanse toren van de abdijkerk en een deel van het klooster bleven bewaard en zijn in 1862 beschermd als historisch monument.
In de jaren 1930 werd een vliegtuigfabriek gebouwd in Déols door Marcel Dassault. Deze fabriek is intussen weer gesloten.

## Geografie
De oppervlakte van Déols bedroeg op 1 januari 2022 31,74 vierkante kilometer; de bevolkingsdichtheid was toen 240 inwoners per km². De gemeente ligt ten noorden van Châteauroux en wordt van deze stad gescheiden door de Indre. Het historisch centrum is gebouwd op een heuvel boven de Indre en de Ringoire.
De onderstaande kaart toont de ligging van Déols met de belangrijkste infrastructuur en aangrenzende gemeenten.

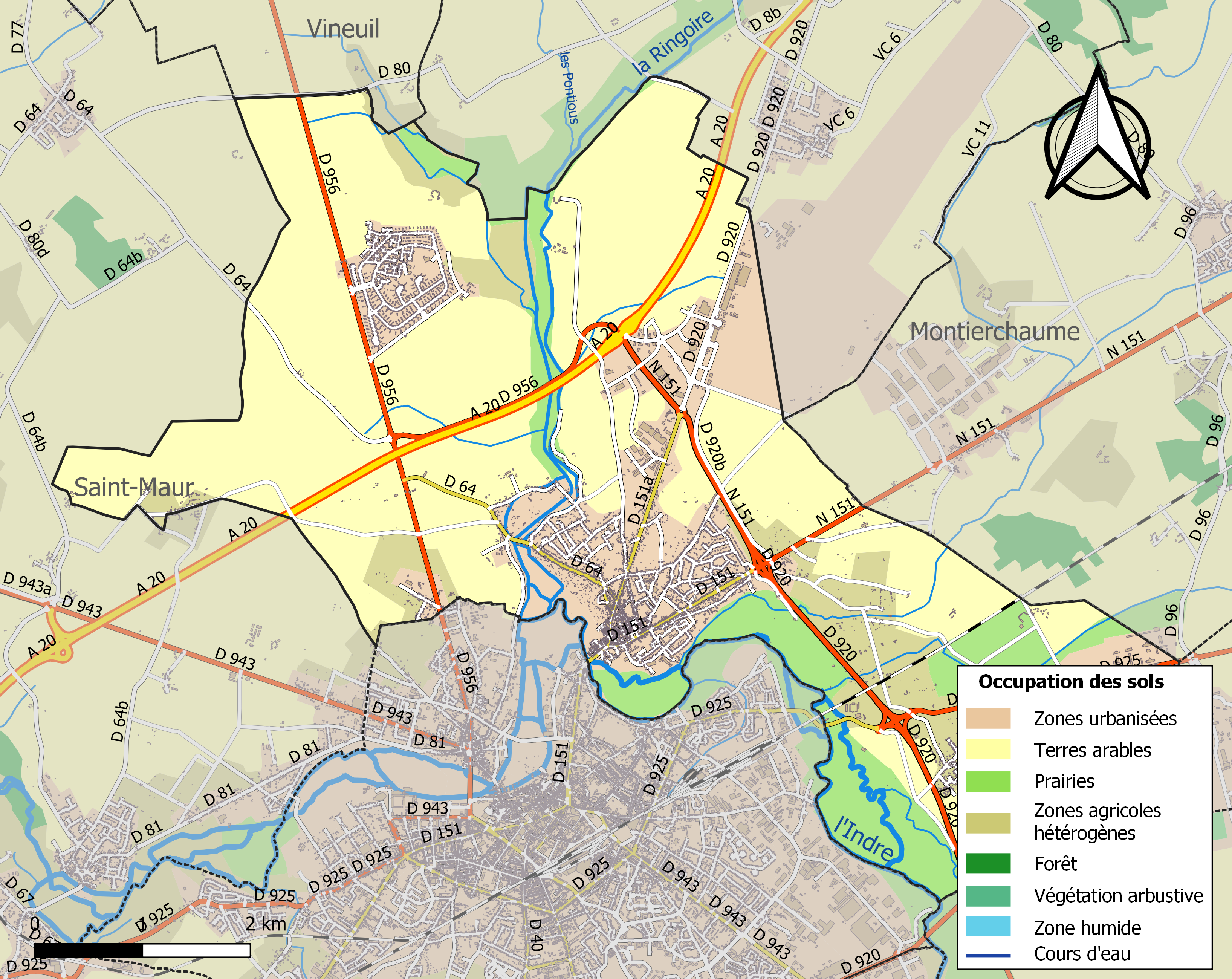

## Demografie
Onderstaande figuur toont het verloop van het inwonertal (bron: INSEE-tellingen).